# Jean Pain
Jean Pain (* 12. Dezember 1928; † 30. Juli 1981 in Villecroze) war der Erfinder des Biomeilers (Methode Jean Pain) und Autodidakt.

## Leben
Jean Pain wurde in der Schweiz als Sohn eines Metzgers geboren. Er hat diesen Beruf gelernt, war darin aber nicht glücklich. Deshalb stieg er aus und hat mehrere Dinge ausprobiert.

## Schaffen
1965 begann er mit Kompost zu experimentieren. Er benötigte für seine Experimente sehr klein geschnittenes Holz, hierfür entwickelte er in seiner Garage die entsprechenden Geräte zum Häckseln. Er entwickelte den Biomeiler, durch die entstehende Wärme während der Verrottung erwärmte er sein Wasser, das entstehende Biogas sammelte er in Reifen. Diese Methode nannte er 1970 "The Methods of Jean PAIN".

## Werke
- "THE METHODS OF JEAN PAIN or another kind of garden" Jean PAIN und Ida PAIN[4]